# DN7B
De DN7B (Drum Național 7B of Nationale weg 7B) is een weg in Roemenië. Hij loopt van Sederhat, ten westen van Arad, via Turnu naar Hongarije. De weg is 10 kilometer lang.